# Tricholoba carteri
Tricholoba carteri är en fjärilsart som beskrevs av Druce 1928. Tricholoba carteri ingår i släktet Tricholoba och familjen tandspinnare. Inga underarter finns listade i Catalogue of Life.